# Ahlsen-Reineberg
Ahlsen-Reineberg ist eine Ortschaft der Gemeinde Hüllhorst im nordrhein-westfälischen Kreis Minden-Lübbecke. Der Ort hat rund 1000 Einwohner.
Bis zum 31. Dezember 1972 war Ahlsen-Reineberg eine selbstständige Gemeinde im Amt Hüllhorst (Kreis Lübbecke).
Die „Ortschaft“ (im Sinne der Satzung der Gemeinde Hüllhorst) besteht aus den Orten, bzw. ehemaligen Bauerschaften Ahlsen im Osten und Reineberg im Westen, wobei heute nur Ahlsen als Ort mit einem geschlossenen Dorfbild zu bezeichnen ist. Nur in Ahlsen gab es im 20. Jahrhundert, insbesondere durch Neubaugebiete einen nennenswerten Zuwachs an Gebäuden und Bewohnern. Reineberg besteht aus verstreut liegenden Einzelhöfen ohne wirklichen Dorfkern, die Zahl der Hausnummern ist hier von 1875 bis 1976 lediglich von 28 auf 32 gestiegen; der einzig nennenswerte Neubau war hier in den 1970er Jahren der Bau der mittlerweile ehemaligen Tagungs- und Bildungsstätte der Evangelischen Kirche, das Haus Reineberg, am Waldrand des Wiehengebirges. Der Wasserlauf mit der amtlichen Bezeichnung „Reineberger Bach“ bildet die Grenze zwischen den ehemaligen Ortsteilen Ahlsen und Reineberg. Die Ortschaft Ahlsen-Reineberg ist das nördlichste Gebiet der Ravensberger Mulde. Das Wiehengebirge, zu dem auch ein schmaler Streifen zur Ortschaft gehört, bildet nach Norden eine natürliche Grenze.
Ganz im Süden lag die Exklave Auf der Lage, die bis 1973 zur Gemeinde Ahlsen-Reineberg gehörte, nunmehr aber dem Ortsteil Hüllhorst angegliedert ist.

## Kirche
Die Ortschaft Ahlsen-Reineberg ist Teil der Kirchengemeinde Hüllhorst. Bis zum Beginn des 18. Jahrhunderts war die Bauerschaft Ahlsen hingegen der benachbarten Kirchengemeinde Gehlenbeck zugeordnet. Der heute noch so bezeichnete Kirchweg, ein Waldweg durch das Wiehengebirge, erinnert an den beschwerlichen Weg zum sonntäglichen Kirchgang durch das Gebirge.
Getrennt von Ahlsen verlief zunächst die kirchengeschichtliche Entwicklung in Reineberg, die eng verbunden war mit der Burg Reineberg, welches dem Kirchspiel Lübbecke zugeordnet war. Erst 1846 wurde ein Großteil der Reineberger Hausnummern nach Hüllhorst eingepfarrt. Fünf Hausnummern blieben hingegen bis 1965 Teil des Kirchspiels Lübbecke, bevor diese dann auch dem Kirchspiel Hüllhorst zugeordnet werden konnten.

## Geschichte

Übersichtskarte von Ahlsen-Reineberg. Genaugenommen gingen die Gebietsverluste ausschließlich zu Lasten von Reineberg

Die Ortschaft Ahlsen wurde im Jahre 1290 im mindenschen Lehnsregister als Alehusen erwähnt. Später, im Lehnsregister 1437/1508 hieß es dort Alderhusen. Reineberg wurde erstmals 1221 mit der Burg Reineberg genannt. Beide Orte gehörte dann bis 1807 zur Vogtei Schnathorst im Amt Reineberg des Fürstentums Minden. Von 1807 bis 1810 gehörten die Orte zum Kanton Reineberg des napoleonischen Satellitenstaats Königreich Westphalen. Von 1811 bis 1813 gehörten Ahlsen und Reineberg unmittelbar zu Frankreich und dort zur Mairie Hüllhorst im Kanton Quernheim des Arrondissements Minden im Departement der Oberen Ems. 1816 kamen beide Orte zum neuen Kreis Bünde und 1832 zum Kreis Lübbecke. 1843 wurden die Bauerschaften Ahlsen und Reineberg zur Gemeinde Ahlsen-Reineberg zusammengefasst, die im Kreis Lübbecke dem Amt Schnathorst zugeordnet wurde. Im weiteren Verlauf des 19. Jahrhunderts wurde aus dem Amt Schnathorst das Amt Hüllhorst.
Am 1. Januar 1973 wurde Ahlsen-Reineberg nach Hüllhorst eingemeindet. Durch die Neugliederung kamen unbewohnte Waldflächen, der so genannte Reineberger Hagen, mit dem Gelände der ehemaligen Reineburg mit einer Fläche von 0,99 km² an die Stadt Lübbecke, die zuvor zur südlich gelegenen Gemeinde Ahlsen-Reineberg gehört hatten und bis an die Obere Tilkenbreite heranreichten. Der Gebirgskamm bildet seitdem die südliche Grenze zur Gemeinde Hüllhorst, bzw. des Hüllhorster Ortsteils Ahlsen-Reineberg. Der Kammweg bildet seitdem die nördliche Grenze zu Lübbecke.

### Bergbau
In geschichtlicher Zeit hatte der Abbau  steinkohleartigen Asphaltite eine gewisse Bedeutung für Ahlsen.

## Einwohnerentwicklung
| Jahr | Einwohner |
| ---- | --------- |
| 1818 | 280       |
| 1843 | 427       |
| 1858 | 434       |
| 1895 | 397       |
| 1905 | 477       |
| 1925 | 600       |
| 1935 | 651       |
| 1939 | 664       |
| 1946 | 752       |

| Jahr | Einwohner |
| ---- | --------- |
| 1950 | 810       |
| 1961 | 892       |
| 1965 | 948       |
| 1968 | 1000      |
| 1969 | 1014      |
| 1970 | 991       |
| 1972 | 1007      |
| 2008 | 990       |
| 2022 | 928       |